# Kunst im öffentlichen Raum in Hamburg-Lokstedt
Diese Liste von Kunst im öffentlichen Raum in Hamburg-Lokstedt enthält dauerhaft aufgestellte Kunstwerke auf dem Gebiet des Stadtteils Lokstedt der Freien und Hansestadt Hamburg, die sich im öffentlichen Raum befinden und von anerkannten Künstlern und Künstlerinnen geschaffen wurden. Viele dieser Kunstwerke sind durch das Programm Kunst am Bau (und dessen Folgeprogramme) gefördert oder mit öffentlichen Geldern angekauft worden, dies ist aber keine Voraussetzung für die Aufnahme. Ebenso mögen einige dieser Kunstwerke als Kulturdenkmal geschützt sein, aber auch das ist keine Voraussetzung für die Aufnahme in diese Liste.
Bauschmuck ist im Normalfall im Artikel über das Bauwerk darzustellen, und gehört nicht in diese Liste. Streetart kann Aufnahme in die Liste finden, wenn es zu dem konkreten Kunstwerk eine ausführliche Rezeption in der Kunstwissenschaft gibt und ein enzyklopädischer Artikel über die Streetart-Künstler oder -Künstlerin existiert oder vorstellbar wäre. Denkmäler, die an eine Person oder ein Ereignis erinnern, können in die Liste aufgenommen werden, wenn sie ob ihrer zumeist plastischen Gestaltung als Kunstwerk gelten können. Bei reinen Gedenktafeln ist das normalerweise nicht der Fall.
Basis der Zusammenstellung sind Datensätze der Hamburger Kulturbehörde von 2012 und 2018, eine Veröffentlichung der SAGA GWG von 2008, und verschiedene Veröffentlichungen von Kunsthistorikern zum Thema. Eine abschließende Liste von Literatur kann es nicht geben, jedoch ist für jeden Eintrag in die Liste ein konkreter Verweis auf eine amtliche Liste oder anerkannte Sekundärliteratur erforderlich.
Gestohlene oder zerstörte Kunstwerke, die ehemals in Hamburg-Lokstedt aufgestellt waren, sind in einer separaten Liste aufgeführt.

## Legende
- Lage: Nennt die nächstgelegene Straße und, wenn vorhanden und sinnvoll, das nächstgelegene Bauwerk (mit Hausnummer) oder das umgebende Gebiet (z. B. einen Park) und gibt nötigenfalls Hinweise zur genauen Lage. Darunter werden - wenn vorhanden - auch die Geo-Koordinaten und das Wikidata-Logo als Verweis auf das Wikidata-Objekt angegeben. Die Spalte ist nach der Adresse sortierbar.
- Künstler/in: Name des Künstlers oder der Künstlerin, die das Kunstwerk geschaffen haben, verlinkt mit dem Wikipedia-Artikel zur Person. Die Spalte ist nach dem Nachnamen sortierbar.
- Beschreibung: Kurzbeschreibung des Werks, immer zuerst: Werktitel (kursiv), dann möglichst Material, Stil, Größe, Dargestelltes, Art der Förderung
- Jahr: Jahr der Fertigstellung des Kunstwerkes, wenn unbekannt dann das Jahr der Aufstellung. Hier kann nur ein einziges Jahr angegeben werden, kein Zeitraum. Weitere zeitliche Details zur Schaffung des Kunstwerkes (von–bis) können in der Beschreibung angegeben werden.
- Quelle: Kulturbehörde, SAGA, Literatur, jeweils mit Fußnote. Diese Angabe ist für eine Aufnahme in die Liste verpflichtend.
- Bild: Bild des Kunstwerks, mit Link auf Commons-Kategorie wenn vorhanden

Hinweis: Die Grundsortierung der Liste erfolgt nach der Adresse. Die Liste ist alternativ nach Künstler, Werktitel, Datierung oder Quelle sortierbar.

## Liste
| Lage                                                                                                  | Künstler                      | Beschreibung | Jahr     | Quelle        | Bild |  |
| --- | ----------------------------- | --- | -------- | ------------- | --- |  |
| Amsinckpark Am Ostrand des Parks, entlang des Wegs zwischen Amsinck-Villa und Hinter der Lieth (Lage) | Arthur Boltze                 | Aufbruch I und II (2tlg.) Bezirks-Erwerb? | 1991     | Kulturbehörde | weitere Bilder |  |
| Amsinckpark Am Ostrand des Parks, entlang des Wegs zwischen Amsinck-Villa und Hinter der Lieth (Lage) | Arthur Boltze                 | Scala Bezirks-Erwerb? | 1990     | Kulturbehörde | weitere Bilder |  |
| Amsinckpark Am Ostrand des Parks, entlang des Wegs zwischen Amsinck-Villa und Hinter der Lieth (Lage) | Arthur Boltze                 | Kommission Bezirks-Erwerb? | 1991     | Kulturbehörde | Bild gesucht Die Wikipedia wünscht sich an dieser Stelle ein Bild vom Ort mit diesen Koordinaten 53.60086 9.94438 . Motiv: Amsinckpark Falls du dabei helfen möchtest, erklärt die Anleitung , wie das geht. BW            |  |
| Amsinckpark Am Ostrand des Parks, entlang des Wegs zwischen Amsinck-Villa und Hinter der Lieth (Lage) | Arthur Boltze                 | Tufela Bezirks-Erwerb? | 1990     | Kulturbehörde | Bild gesucht Die Wikipedia wünscht sich an dieser Stelle ein Bild vom Ort mit diesen Koordinaten 53.60086 9.94438 . Motiv: Amsinckpark Falls du dabei helfen möchtest, erklärt die Anleitung , wie das geht. BW            |  |
| Amsinckpark Am Ostrand des Parks, entlang des Wegs zwischen Amsinck-Villa und Hinter der Lieth (Lage) | unbekannt                     | unbekannt vier Doppelprofile im Eck | ?        | Kulturbehörde | Bild gesucht Die Wikipedia wünscht sich an dieser Stelle ein Bild vom Ort mit diesen Koordinaten 53.60086 9.94438 . Motiv: Amsinckpark Falls du dabei helfen möchtest, erklärt die Anleitung , wie das geht. BW            |  |
| Amsinckpark Am Ostrand des Parks, entlang des Wegs zwischen Amsinck-Villa und Hinter der Lieth (Lage) | Arthur Boltze                 | Doppel Null – Blau Orange Bezirks-Erwerb? | 1991     | Kulturbehörde | weitere Bilder |  |
| Amsinckpark Am Ostrand des Parks, entlang des Wegs zwischen Amsinck-Villa und Hinter der Lieth (Lage) | Arthur Boltze                 | Träger Bezirks-Erwerb? | 1991     | Kulturbehörde | weitere Bilder |  |
| Amsinckpark Am Ostrand des Parks, entlang des Wegs zwischen Amsinck-Villa und Hinter der Lieth (Lage) | Arthur Boltze                 | Faltungen Bezirks-Erwerb? | 1990     | Kulturbehörde | weitere Bilder |  |
| Amsinckpark Am Ostrand des Parks, entlang des Wegs zwischen Amsinck-Villa und Hinter der Lieth (Lage) | unbekannt                     | unbekannt Zwei oben offene und geborstene Stahlröhren, senkrecht im Boden verankert. |          | Kulturbehörde | weitere Bilder |  |
| Corveystraße 6 Corvey-Gymnasium, erster Geschoßbau (Lage)                                             | Klaus Kröger                  | ohne Titel (3-teiliges Wandbild) KaB | 1961     | Kulturbehörde | Bild gesucht Die Wikipedia wünscht sich an dieser Stelle ein Bild vom Ort mit diesen Koordinaten 53.59649 9.97091 . Motiv: Corveystraße 6 Falls du dabei helfen möchtest, erklärt die Anleitung , wie das geht. BW         |  |
| Corveystraße 6 Corvey-Gymnasium, Ostseite des Schulhofs (Lage)                                        | Achim Lipp                    | Environment mit mehreren Objekten Sieben teils bearbeitete Steine, in Form eines Halbkreises im Boden verankert. „KaB“ | 1974/75  | Kulturbehörde | weitere Bilder |  |
| Döhrnstraße 42 Schule Döhrnstraße, Eingang (Lage)                                                     | Anne-Marie Vogler             | Spielende Kinder KaB | 1956     | Kulturbehörde | weitere Bilder |  |
| Döhrnstraße 42 Schule Döhrnstraße, Giebelwand der Turnhalle, innen (Lage)                             | Max Hermann Mahlmann          | Farbkomposition KaB | 1958     | Kulturbehörde | Bild gesucht Die Wikipedia wünscht sich an dieser Stelle ein Bild vom Ort mit diesen Koordinaten 53.59585 9.95531 . Motiv: Döhrnstraße 42 Falls du dabei helfen möchtest, erklärt die Anleitung , wie das geht. BW         |  |
| Döhrnstraße 42 Schule Döhrnstraße, in der Pausenhalle (Lage)                                          | Eugen Christ                  | Sonnenblumen (Säulenverkleidung) KaB | 1953     | Kulturbehörde | Bild gesucht Die Wikipedia wünscht sich an dieser Stelle ein Bild vom Ort mit diesen Koordinaten 53.59585 9.95531 . Motiv: Döhrnstraße 42 Falls du dabei helfen möchtest, erklärt die Anleitung , wie das geht. BW         |  |
| Emil-Andresen-Straße 5 Rudolf-Laun-Haus (Studentenwohnheim), Verwaltungsbüro (Lage)                   | Gustav Seitz                  | Rudolf Laun war mehrfach Rektor der Universität Hamburg („KaB“) | 1965     | Kulturbehörde | Bild gesucht Die Wikipedia wünscht sich an dieser Stelle ein Bild vom Ort mit diesen Koordinaten 53.59568 9.95695 . Motiv: Emil-Andresen-Straße 5 Falls du dabei helfen möchtest, erklärt die Anleitung , wie das geht. BW |  |
| Grandweg 118–128 Wohnanlage des UKE (Lage)                                                            | Gisela Engelin-Hommes         | Pantomime KaB | 1965     | Kulturbehörde | weitere Bilder |  |
| Grandweg 118–128 Wohnanlage des UKE (Lage)                                                            | Gisela Engelin-Hommes         | Frau mit Haarschopf KaB | 1966 (?) | Kulturbehörde | weitere Bilder |  |
| Hinter der Lieth 61 Schule Hinter der Lieth, Treppenhauswandscheibe des Klassengebäudes E (Lage)      | Nanette Lehmann               | Drachensteigen KaB | 1957     | Kulturbehörde | |  |
| Hinter der Lieth 61 Schule Hinter der Lieth, im Eingang zum Verwaltungsbau (Lage)                     | Johannes Ufer                 | Wandgestaltung um Lüftungsöffnungen KaB | 1957     | Kulturbehörde | Bild gesucht Die Wikipedia wünscht sich an dieser Stelle ein Bild vom Ort mit diesen Koordinaten 53.60296 9.94571 . Motiv: Hinter der Lieth 61 Falls du dabei helfen möchtest, erklärt die Anleitung , wie das geht. BW    |  |
| Hinter der Lieth 61 Schule Hinter der Lieth, im Wasserbecken des Eingangshofes (Lage)                 | Kurt Bauer                    | Fischotter KaB | 1963     | Kulturbehörde | Bild gesucht Die Wikipedia wünscht sich an dieser Stelle ein Bild vom Ort mit diesen Koordinaten 53.60296 9.94571 . Motiv: Hinter der Lieth 61 Falls du dabei helfen möchtest, erklärt die Anleitung , wie das geht. BW    |  |
| Hinter der Lieth 61 Schule Hinter der Lieth, offene Pausenhalle (Lage)                                | Kurt Bauer                    | Liegender Luchs KaB | 1957     | Kulturbehörde | Bild gesucht Die Wikipedia wünscht sich an dieser Stelle ein Bild vom Ort mit diesen Koordinaten 53.60296 9.94571 . Motiv: Hinter der Lieth 61 Falls du dabei helfen möchtest, erklärt die Anleitung , wie das geht. BW    |  |
| Julius-Vosseler-Straße 51 Grünanlage südlich des Punkthochhauses (Lage)                               | Kurt Bauer                    | Antilope Lebensgroße Bronzeskulptur einer Impala-Antilope. Eins der Hörner fehlt. Erwerb durch SAGA, ursprünglich GWG. | 1960     | Kulturbehörde | weitere Bilder |  |
| Julius-Vossler-Straße 124 Lenzsiedlung, südliche Stirnfläche einer Gebäudezeile (Lage)                | Nushin Morid und Kai Teschner | Wir alle eine Welt? Wandbild (30 × 12 m groß) an einer 12-stöckigen Hochhauswand (SAGA) | 2004     | Kulturbehörde | weitere Bilder |  |
| U-Bahnhof Hagenbecks Tierpark Unterführung (Lage)                                                     | Jochen Lempert                | Die fünf Kontinente Fotografie hinter Glas, gefordert ein Bezug zum Tierpark. Ankauf gemeinsam mit der Arbeit von Toshiya Kobayashi im Programm „Kunst im öffentlichen Raum“ in Kooperation mit der Hamburger Hochbahn.                    | 2007     | Kulturbehörde | weitere Bilder |  |
| U-Bahnhof Hagenbecks Tierpark Unterführung Koppelstraße (Lage)                                        | Hans Martin Ruwoldt           | Kronenkranich Überlebensgroße Bronzeplastik eines Kronenkranichs, stark abstrahierte Darstellung. Ankauf im Rahmen des Programms „Kunst am Bau“.                                                                                           | 1967     | Kulturbehörde | weitere Bilder |  |
| U-Bahnhof Hagenbecks Tierpark Glasfenster über dem Übergang zum Bahnsteig (Lage)                      | Toshiya Kobayashi             | Magnolia – Liebe zur Natur Der Farbdruck auf Glas zeigt florale Motive. Das Bild wurde in einem Wettbewerbsverfahren ausgesucht und im Rahmen des Senatsprogramms “Kunst im Öffentlichen Raum” angekauft.                                  | 2007     | Kulturbehörde | weitere Bilder |  |
| U-Bahnhof Hagendeel am Bahnsteig (Lage)                                                               | Thomas Darboven               | Karyatiden Zwei Stelen aus rötlichem Granit auf den gegenüberliegenden Bahnsteigen. Erwerb durch die HVV | 1990     | Kulturbehörde | weitere Bilder |  |
| U-Bahnhof Hagendeel vor dem Eingang zum U-Bahnhof (Lage)                                              | Ludwig Udorovic               | Senator Steinskulptur auf quadratischem Sockel, hergestellt zwischen 1984 und 1986 im Rahmen eines Steinmetzprogramms für Häftlinge der JVA Fuhlsbüttel                                                                                    | 1986     | Literatur     | weitere Bilder |  |
| Vizelinstraße 50 Schule Vizelinstraße, Eingang (Lage)                                                 | Diether Kressel               | Musikanten Keramikplastik in Form von 164 glasierten Keramikfliesen auf einem Betongerüst (212 × 233 × 52 cm), die abstrahiert sieben Musiker darstellt. Ankauf im Rahmen des Programms „Kunst am Bau“. Die Arbeit wurde 2017 restauriert. | 1963     | Kulturbehörde | Bild gesucht Die Wikipedia wünscht sich an dieser Stelle ein Bild vom Ort mit diesen Koordinaten 53.58886 9.95241 . Motiv: Vizelinstraße 50 Falls du dabei helfen möchtest, erklärt die Anleitung , wie das geht. BW       |  |